# 福島喜裕
福島 喜裕（ふくしま よしひろ）は、日本の打楽器奏者、音楽学者。公益財団法人日本フィルハーモニー交響楽団パーカッション。
徳島文理大学音楽学部講師、東京シティ・フィルハーモニック管弦楽団パーカッションなどを歴任した。

## 概要
徳島県出身の打楽器奏者である。日本フィルハーモニー交響楽団の定期演奏会にて、バルトーク・ベーラの『2台のピアノと打楽器のための協奏曲』のソリストを務めたことでよく知られている。また、スティーヴ・ライヒのクラッピング・ミュージックを日本にいち早く紹介するなど、打楽器分野の振興に尽力した。そのほか、日本製のシンバル第一号を所有する人物としても知られている。徳島文理大学などで教鞭を執るなど、後進の育成にも力を注いでおり、全国各地で打楽器を用いたワークショップを実施した。

## 来歴

### 生い立ち
徳島県鳴門市にて育った。武蔵野音楽学園が設置・運営する武蔵野音楽大学に進学し、音楽学部にて学んだ。大学生の頃から、既に東京都に所在するプロの管弦楽団で活動していた。1978年（昭和53年）、武蔵野音楽大学を卒業した。それにともない、芸術学士の称号を取得した。打楽器を小林美隆、佐藤英彦に師事した。また、マリンバを高橋美智子らに師事した。そのほか、ヴェルナー・テーリヒェンからも指導を受けた。

### 音楽家として
村崎学園が設置・運営する徳島文理大学に採用され、音楽学部にて講師として奉職した。1982年（昭和57年）、東京シティ・フィルハーモニック管弦楽団に入団した。1993年（平成5年）、財団法人である日本フィルハーモニー交響楽団に転じた。2000年（平成12年）の定期演奏会では、バルトーク・ベーラの『2台のピアノと打楽器のための協奏曲』のソリストを務めたことで注目を集めた。

## 人物
シンバル
シンバルは、長年にわたり小出製作所のモデルを愛用する。
拍手
クラッピング・ミュージックをいち早く日本に紹介した人物であり、打楽器奏者でもあることから、拍手の仕方について講じることも多い。拍手で感情を伝えることができると説く。
趣味嗜好
プロ野球では、阪神タイガースのファンである。

## 略歴
- 1978年 - 武蔵野音楽大学音楽学部卒業[1]。
- 1982年 - 東京シティ・フィルハーモニック管弦楽団入団[1]。
- 1993年 - 日本フィルハーモニー交響楽団入団[1]。

## 出演

### テレビ
- 題名のない音楽会（2018年、テレビ朝日）[1]
- タモリ倶楽部（2020年12月4日、2021年4月9日、テレビ朝日）[6][7]

### 註釈
1. ↑  芸術学士の称号は、1991年7月1日以降の学士（芸術学）の学位に相当する。ただし、武蔵野音楽大学では学士（芸術学）の学位は授与しておらず、1991年7月1日以降は学士（音楽）の学位を授与している。
2. ↑  財団法人日本フィルハーモニー交響楽団は、2013年に公益財団法人日本フィルハーモニー交響楽団に改組された。